# عبيد المهري
عبيد المهري (مواليد 2 أغسطس 2001) لاعب كرة قدم إماراتي يجيد اللعب كلاعب وسط مع نادي عجمان الإماراتي .